# Anna Machalińska
Anna Katarzyna Machalińska (ur. w Szczecinie) – polska okulistka, profesor nauk medycznych. Profesor zwyczajny i kierownik I Katedry i Kliniki Okulistyki Pomorskiego Uniwersytetu Medycznego w Szczecinie.

## Życiorys
Absolwentka V Liceum Ogólnokształcącego w Szczecinie. Dyplom lekarski uzyskała na Pomorskiej Akademii Medycznej w Szczecinie w 1998 i na tej uczelni pozostała zdobywając kolejne awanse akademickie. Stopień doktorski uzyskała w 2002 na podstawie pracy Wpływ fluorku sodu (NaF) na układ krwiotwórczy oraz wybrane linie ludzkich komórek białaczkowych, przygotowanej pod kierunkiem prof. Barbary Wiszniewskiej. Habilitowała się w 2011 na podstawie oceny dorobku naukowego i publikacji Rola wybranych czynników wewnątrznaczyniowych w rozwoju zwyrodnienia plamki związanego z wiekiem - nowe spojrzenie na patogenezę. Tytuł naukowy profesora nauk medycznych został jej przyznany w 2016. Swoje umiejętności chirurgiczne doskonaliła m.in. w Europejskiej Szkole Zaawansowanych Studiów Okulistycznych (ang. European School for Advanced Studies in Ophthalmology, ESASO) oraz w londyńskim Moorfields Eye Hospital.
Specjalizuje się w chirurgii przedniego odcinka oka (zaćma, jaskra, chirurgia rogówki) oraz diagnostyce i leczeniu laserowym chorób siatkówki. Należy do Polskiego Towarzystwa Okulistycznego, Polskiego Towarzystwa Histochemików i Cytochemików (PTHiC), Polskiego Towarzystwa Biologii Komórki (PTBK), International Society for Clinical Electrophysiology of Vision (ISCEV), European Association for Vision and Eye Research (EVER) oraz Europejskiego Towarzystwa Szklistkowo-Siatkówkowego (EVRS).
Swoje prace publikowała w czasopismach krajowych i zagranicznych, m.in. w „Klinice Ocznej", „Current Eye Research”, „Graefe's Archive for Clinical and Experimental Ophthalmology”, „Journal of Ophthalmology", „Experimental Eye Research" oraz „Investigative Ophthalmology & Visual Science”.
W 2022 została odznaczona Srebrnym Krzyżem Zasługi.